# Mosconi Cup
La Mosconi Cup è una manifestazione annuale di biliardo americano a nove biglie tra due selezioni in rappresentanza degli Stati Uniti d'America e dell'Europa.
Il trofeo prende il nome dal giocatore statunitense Willie Mosconi ed è spesso paragonato, per la sua forma, alla Ryder Cup del golf.
Finora l'Europa ha vinto la manifestazione in 17 occasioni contro i 13 successi statunitensi.

## Albo d'oro
| Anno | Luogo                                 | Squadra vincitrice | Risultato | Squadra sconfitta | MVP             | Note          |
| ---- | ------------------------------------- | ------------------ | --------- | ----------------- | --------------- | ------------- |
| 1994 | Romford, Londra, Inghilterra          | Stati Uniti        | 16–12     | Unione europea    |                 | [ 1 ]         |
| 1995 | Basildon, Essex, Inghilterra          | Unione europea     | 16–15     | Stati Uniti       |                 | [ 2 ]         |
| 1996 | Dagenham, Londra, Inghilterra         | Stati Uniti        | 15–13     | Unione europea    |                 | [ 3 ]         |
| 1997 | Bethnal Green, Londra, Inghilterra    | Stati Uniti        | 13–8      | Unione europea    |                 | [ 4 ]         |
| 1998 | Bethnal Green, Londra, Inghilterra    | Stati Uniti        | 13–9      | Unione europea    |                 | [ 5 ]         |
| 1999 | Bethnal Green, Londra, Inghilterra    | Stati Uniti        | 12–7      | Unione europea    |                 | [ 6 ]         |
| 2000 | Bethnal Green, Londra, Inghilterra    | Stati Uniti        | 12–9      | Unione europea    |                 | [ 7 ]         |
| 2001 | Bethnal Green, Londra, Inghilterra    | Stati Uniti        | 12–1      | Unione europea    |                 | [ 8 ]         |
| 2002 | Bethnal Green, Londra, Inghilterra    | Unione europea     | 12–9      | Stati Uniti       |                 | [ 9 ]         |
| 2003 | Las Vegas, Nevada, USA                | Stati Uniti        | 11–9      | Unione europea    | Mika Immonen    | [ 10 ] [ 11 ] |
| 2004 | Egmond aan Zee, Paesi Bassi           | Stati Uniti        | 12–9      | Unione europea    | Rodney Morris   | [ 12 ] [ 13 ] |
| 2005 | Las Vegas, Nevada, USA                | Stati Uniti        | 11–6      | Unione europea    | Earl Strickland | [ 14 ] [ 15 ] |
| 2006 | Rotterdam, Paesi Bassi                | Pari               | 12–12     | Pari              | Corey Deuel     | [ 16 ] [ 17 ] |
| 2007 | Las Vegas, Nevada, USA                | Unione europea     | 11–8      | Stati Uniti       | Tony Drago      | [ 18 ] [ 19 ] |
| 2008 | San Giuliano, Malta                   | Unione europea     | 11–5      | Stati Uniti       | Mika Immonen    | [ 20 ] [ 21 ] |
| 2009 | Las Vegas, Nevada, USA                | Stati Uniti        | 11–7      | Unione europea    | Dennis Hatch    | [ 22 ] [ 23 ] |
| 2010 | Bethnal Green, Londra, Inghilterra    | Unione europea     | 11–8      | Stati Uniti       | Darren Appleton | [ 24 ]        |
| 2011 | Las Vegas, Nevada, USA                | Unione europea     | 11–7      | Stati Uniti       | Niels Feijen    | [ 25 ] [ 26 ] |
| 2012 | Bethnal Green, Londra, Inghilterra    | Unione europea     | 11–9      | Stati Uniti       | Chris Melling   | [ 27 ] [ 28 ] |
| 2013 | Las Vegas, Nevada, USA                | Unione europea     | 11–2      | Stati Uniti       | Niels Feijen    | [ 29 ] [ 30 ] |
| 2014 | Tower Circus, Blackpool, Inghilterra  | Unione europea     | 11-5      | Stati Uniti       | Niels Feijen    | [ 31 ]        |
| 2015 | Las Vegas, Nevada, USA                | Unione europea     | 11-7      | Stati Uniti       | Niels Feijen    | [ 32 ]        |
| 2016 | Alexandra Palace, Londra, Inghilterra | Unione europea     | 11-3      | Stati Uniti       | Albin Ouschan   | [ 33 ]        |
| 2017 | Las Vegas, Nevada, USA                | Unione europea     | 11-4      | Stati Uniti       | Joshua Filler   | [ 34 ]        |
| 2018 | Alexandra Palace, Londra, Inghilterra | Stati Uniti        | 11-9      | Unione europea    | Skyler Woodward | [ 35 ]        |
| 2019 | Las Vegas, Nevada, USA                | Stati Uniti        | 11–8      | Unione europea    | Skyler Woodward | [ 36 ]        |
| 2020 | Ricoh Arena, Coventry, Inghilterra    | Unione europea     | 11-3      | Stati Uniti       | Jayson Shaw     | [ 37 ]        |
| 2021 | Alexandra Palace, Londra, Inghilterra | Unione europea     | 11-6      | Stati Uniti       | Jayson Shaw     | [ 38 ]        |
| 2022 | Las Vegas, Nevada, USA                | Unione europea     | 11-7      | Stati Uniti       | Joshua Filler   | [ 39 ]        |
| 2023 | Alexandra Palace, Londra, Inghilterra | Unione europea     | 11-3      | Stati Uniti       | Joshua Filler   | [ 40 ]        |
| 2024 | Orlando, Florida, USA                 | Unione europea     | 11-6      | Stati Uniti       | Jayson Shaw     | [ 41 ]        |
| 2025 | Alexandra Palace, Londra, Inghilterra |                    |           |                   |                 |               |